# Demokratische Republik Georgien
Die Demokratische Republik Georgien (DRG; georgisch საქართველოს დემოკრატიული რესპუბლიკა, Sakartvelos Demokratiuli Respublika) war die Erste Republik Georgiens und bestand von 1918 bis 1921. Sie wurde nach dem Zusammenbruch des Russischen Kaiserreiches in der Februarrevolution 1917 geschaffen.
Die Demokratische Republik Georgien grenzte im Norden an Russland und die Gebirgsrepublik des nördlichen Kaukasus, im Südwesten an die Südwest-Kaukasische Republik und an die Türkei, im Süden an die Demokratische Republik Armenien und an die Demokratische Republik Aserbaidschan. Ihr Staatsgebiet umfasste etwa 107.600 Quadratkilometer und hatte 2,5 Millionen Einwohner. Die Hauptstadt war Tiflis und die Amtssprache Georgisch. Die DRG wurde am 26. Mai 1918 nach dem Auseinanderbrechen der Transkaukasischen Föderation proklamiert und von der menschewistischen Sozialdemokratischen Arbeiterpartei geführt. Weil er ständig mit internen und äußeren Problemen zu kämpfen hatte, war der junge Staat nicht in der Lage, einer Invasion der sowjetrussischen Roten Armee zu widerstehen, und brach während der Monate Februar und März 1921 zusammen.

## Vorgeschichte
Nach der Februarrevolution 1917 und dem Zusammenbruch des Zarenregimes im Kaukasus setzte die provisorische russische Regierung ein Besonderes Transkaukasisches Komitee (russisch Особый Закавказский комитет / Ossoby Sakawkasski Komitet, kurz Osakom) zur Verwaltung des Kaukasus ein. Es stützte sich auf die nach dem Vorbild des Petrograder Rates der Revolutionären Demokraten in Georgien gegründeten Räte, die fest in der Hand der Menschewisten war.
Die bolschewistische Oktoberrevolution änderte die Situation grundlegend. Die kaukasischen Sowjets weigerten sich, das Regime Lenins anzuerkennen. Die Bedrohung durch eine wachsende Zahl zu den Bolschewiki überlaufender Soldaten der früheren russischen Kaukasusarmee, ethnische Zusammenstöße und Anarchie in den Regionen zwangen die georgischen, armenischen und aserbaidschanischen Politiker, am 14. November 1917 eine einheitliche regionale Regierung, das Transkaukasische Kommissariat, zu schaffen. Am 23. Januar 1918 wurde ein regionales Parlament, der Sejm, gegründet. Er rief am 22. April 1918 die Unabhängigkeit Transkaukasiens und die Gründung der Transkaukasischen Föderation aus.
Die transkaukasische Unabhängigkeit wurde in Georgien zwiespältig aufgenommen. Viele waren von den Ideen Ilia Tschawtschawadses und der Nationalbewegung des späten 19. Jahrhunderts beeinflusst und bestanden auf einer eigenen Staatlichkeit. Sie fühlten sich durch die Wiederherstellung der Autokephalie der Georgischen Orthodoxen Kirche am 12. März 1917 und die Gründung der Staatlichen Universität Tiflis, der ersten eigenständigen georgischen Universität, 1918 bestärkt. Demgegenüber betrachteten Menschewisten die Unabhängigkeit von Russland als vorübergehenden Schritt gegen die Oktoberrevolution und verurteilten die Rufe nach einem georgischen Staat als chauvinistisch und separatistisch.
Der Transkaukasischen Föderation war nur ein kurzes Leben beschieden. Sie wurde von wachsenden inneren Spannungen und dem Druck des Osmanischen Reiches unterlaufen. Um Georgien vor einer türkischen Eroberung zu bewahren, nahm die georgische Nationalversammlung (georgisch Dampudsnebeli Kreba) Verhandlungen mit Deutschland auf, das bereit war, ein unabhängiges Georgien vor dem Zugriff des Osmanischen Reiches zu schützen. Als Gegenleistung verlangte Berlin Privilegien bei der Ausbeutung von Mangan und Kupfer sowie dem Erdöltransfer vom Kaspischen Meer. Die Reichsleitung hatte bereits 3.000 deutsche Soldaten in Georgien stationiert, um die Belieferung der deutschen Schwerindustrie mit Rohstoffen zu sichern.
Kaiser Wilhelm II. plante 1918, einen von Deutschland protegierten Südostbund als antibolschewistisches Gebiet zwischen der Ukraine und dem Kaspischen Meer zu schaffen. Er sollte als Brücke nach Zentralasien zur Bedrohung der englischen Stellung in Indien fungieren. Deutsche Militärs, unter ihnen Erich Ludendorff, Erster Generalquartiermeister in der Obersten Heeresleitung (OHL), setzten auf einen unter deutschem Einfluss stehenden Kaukasusblock mit Georgien als Kern.

## Existenzzeitraum

### Entstehung

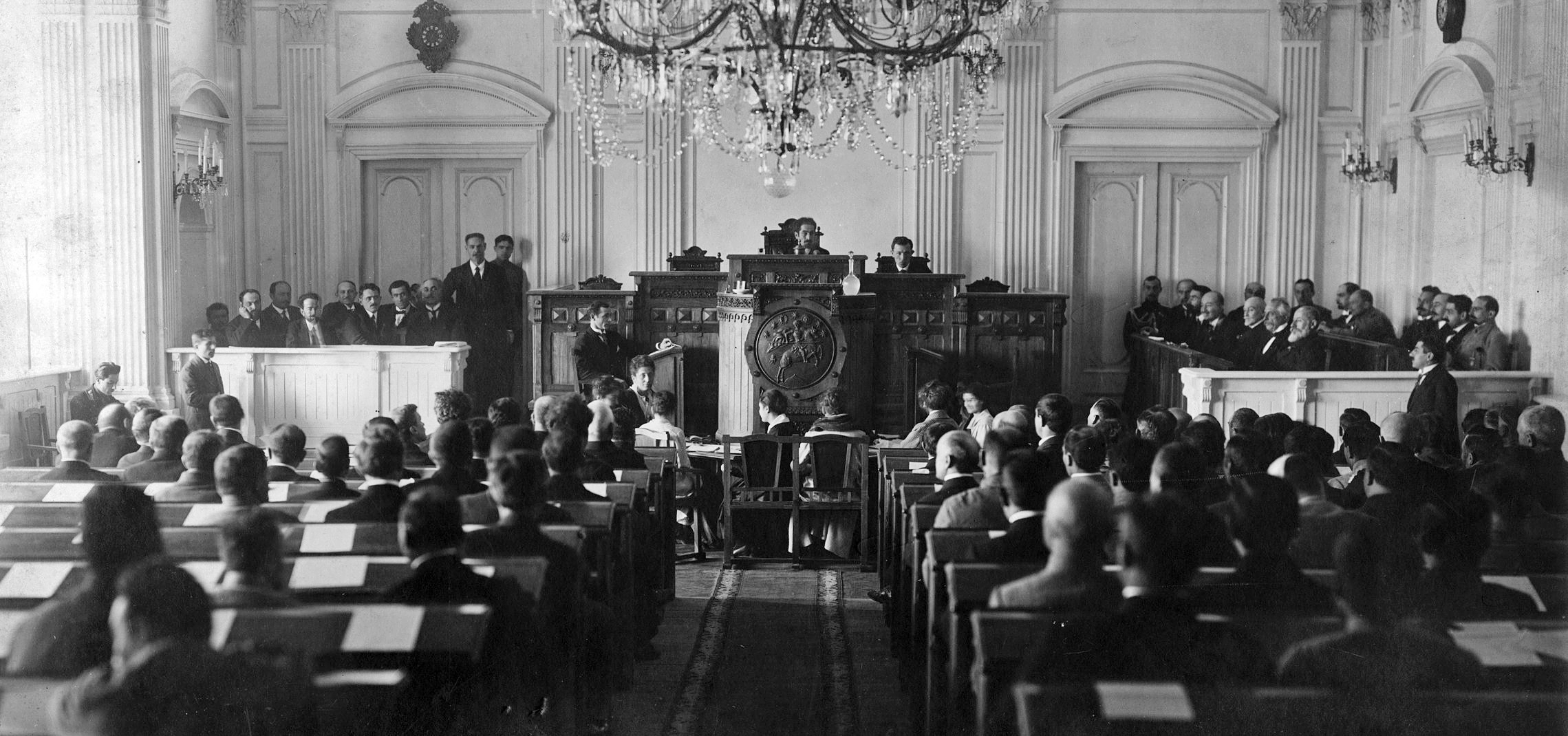
Unabhängigkeitserklärung Georgiens, Mai 1918

Am 26. Mai 1918 erklärte die Nationalversammlung Georgien als Demokratische Republik Georgien für unabhängig. Zwei Tage später erkannte Deutschland die georgische Republik als erster Staat an. Es folgten Rumänien, Argentinien, die Türkei. Sowjetrussland verzichtete in einem am 27. August 1918 in Berlin unterzeichneten Zusatzabkommen zum Friedensvertrag von Brest-Litowsk auf Georgien.

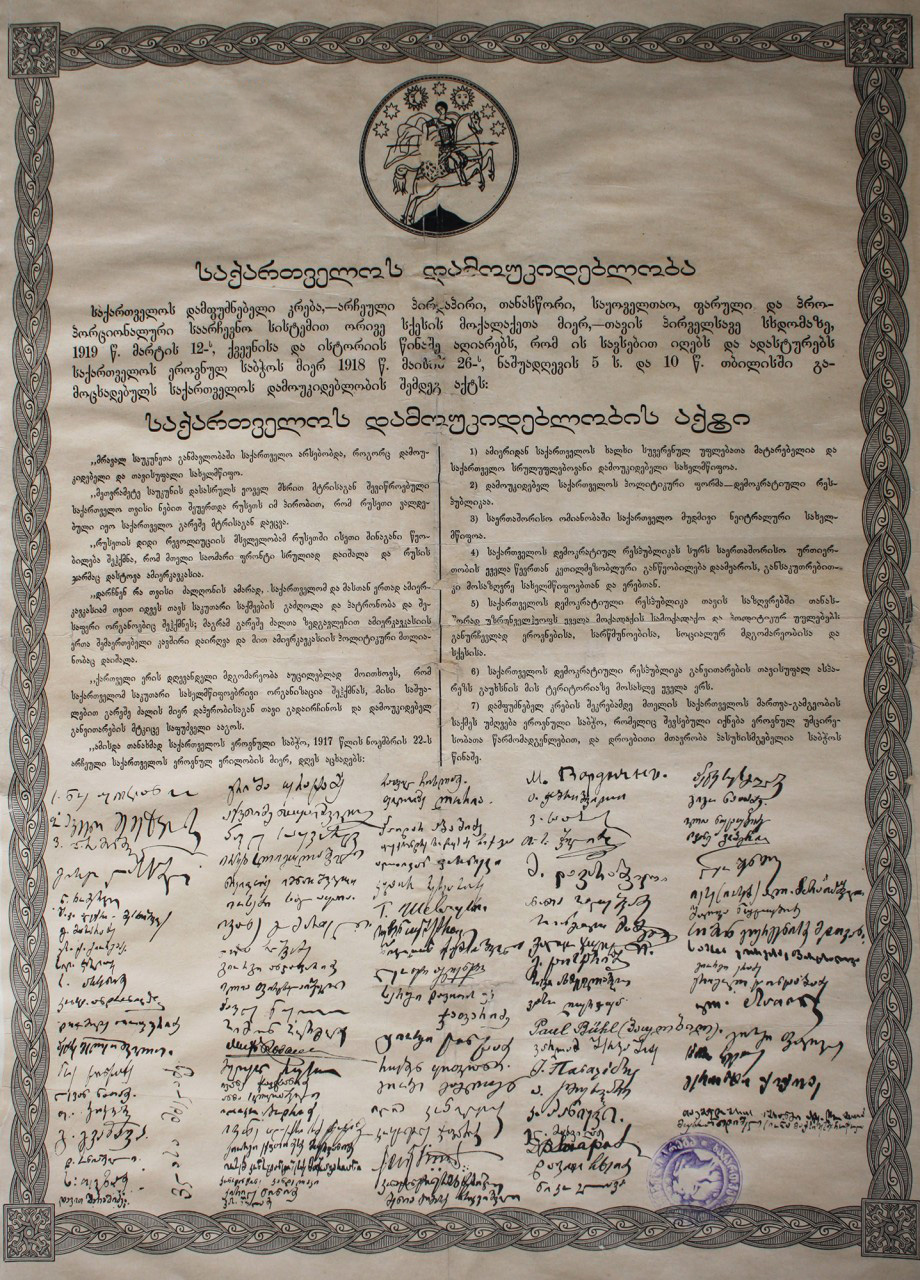
Original der Unabhängigkeitserklärung, Mai 1918

Präsident der Nationalversammlung war Nikolos Tschcheidse. Erster Premierminister Georgiens wurde der Sozialdemokrat Noe Ramischwili. Er stand einer Koalitionsregierung aus menschewistischen Sozialdemokraten, National-Demokraten und Sozial-Föderalisten vor. Seine Regierung trat im Vertrag von Batumi am 4. Juni hauptsächlich die von Muslimen bewohnten Regionen einschließlich der Städte Batumi, Ardahan, Artvin, Achalziche und Achalkalaki an das Osmanische Reich ab. Mit Hilfe deutscher Truppen unter dem Befehl General Friedrich Kreß von Kressensteins gelang es Georgien, eine Eroberung Abchasiens durch die Bolschewiki abzuwenden.
Nach der Kapitulation Deutschlands und dem Sieg der Alliierten im Ersten Weltkrieg wurden die deutschen Streitkräfte aus dem Kaukasus abgezogen. An ihre Stelle traten britische Armeeeinheiten. Georgiens Regierung wechselte ihre außenpolitische Orientierung, nutzte die Situation und besetzte verschiedene Regionen, die sie im Frühjahr an das Osmanische Reich verloren hatte. Das von Großbritannien besetzte Batumi wurde allerdings bis 1920 nicht von Georgien kontrolliert. Am 25. Dezember 1918 wurden auch in Tiflis britische Streitkräfte stationiert.
Georgiens Beziehungen zu seinen Nachbarstaaten waren schwierig. Es gab Territorialkonflikte mit Armenien, Aserbaidschan und der Weißen Armee General Anton Iwanowitsch Denikins. Mit Armenien und der Denikin-Armee kam es zu bewaffneten Auseinandersetzungen. Die britische Militärmission versuchte zwischen den streitenden Parteien zu vermitteln, um alle antikommunistischen Kräfte in der Region zu vereinen.

### Parlamentswahlen

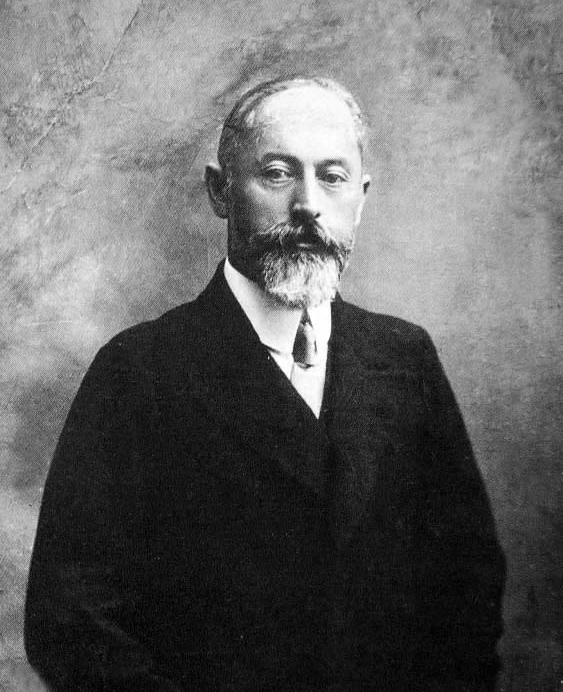
Premierminister Noe Schordania

Artikel 1 des Gesetzes vom 22. November 1918 über die Wahlen zu gesetzgebenden Gremien, das das aktive und passive Frauenwahlrecht garantierte, wurde vom Nationalen Rat und dem Ministerrat angenommen.
Am 14. Februar 1919 wurden in Georgien Parlamentswahlen abgehalten. Alle Männer und Frauen über 20 Jahren konnten in freier und geheimer Wahl ihre Stimme abgeben. Sie votierten mit überwältigender Mehrheit für die Sozialdemokraten. Ihre Partei errang 81,5 % der Stimmen (408.541 Wähler). Für die Sozialföderalisten entschieden sich 6,7 % (33.630 Wähler), für die National-Demokraten 6,0 % (30.128 Wähler), für die Sozialrevolutionäre 4,28 (21.453 Wähler), für die Radikalen 0,61 % (3107 Wähler) und für die armenische Daschnak-Partei 0,46 % (2353 Wähler). Andere Parteien konnten insgesamt lediglich 0,39 % der Stimmen (2000 Wähler) auf sich vereinigen.
Die Verfassung vom 21. Februar 1921 bestätigte das Frauenwahlrecht in Artikel 4.
Am 21. März bildete der Vorsitzende der Sozialdemokraten Noe Schordania eine neue Regierung. Wegen wirtschaftlicher, ethnischer und sozialer Spannungen und wegen des Fehlens einer modernen Agrarreform kam es zu bewaffneten Bauernaufständen und ethnischen Konflikten in Abchasien und insbesondere Südossetien (siehe Georgisch-Südossetischer Konflikt (1918–1920)). Sie wurden von bolschewistischen Kräften ausgenutzt und von Sowjetrussland unterstützt.

### Reformen
Der menschewistischen Regierung gelang es schließlich, eine Agrarreform und eine umfassende Sozialgesetzgebung durchzusetzen. Sie führte den Acht-Stunden-Tag ein, ging hart gegen bolschewistische und separatistische Bewegungen vor. 1919 wurde das Justizsystem reformiert und die regionale Selbstverwaltung ausgebaut. Abchasien wurde staatliche Autonomie gewährt. Am 21. Februar 1921 verabschiedete die Nationalversammlung Georgiens erste Verfassung nach dem Vorbild der Schweiz. Trotzdem prägte ein rivalisierender Nationalismus das Land. Er trat vor allem 1920 in Südossetien zu Tage. Verschiedene Zeitgenossen beobachteten einen wachsenden Nationalismus auch unter den Menschewiken.

### Sowjetischer Druck
Im Jahre 1920 wuchs der Druck Sowjetrusslands auf Georgien. Nach dem Sieg der Roten Armee über die Weiße Armee und ihrem Vorrücken auf die Grenzen im Kaukasus wurde die Lage der Demokratischen Republik Georgien sehr angespannt. Im Januar bot die sowjetische Regierung Georgien, Armenien und Aserbaidschan ein Militärbündnis gegen die Weißen Armeen in Südrussland und im Kaukasus an. Die georgische Regierung lehnte es ab, dem Bündnis beizutreten. Sie verwies auf ihre Politik der Neutralität und Nichteinmischung, schlug aber vor, Verhandlungen über die Regelung der Beziehungen zwischen beiden Ländern aufzunehmen, weil sie hoffte, das werde schließlich zur Anerkennung der georgischen Unabhängigkeit durch Moskau führen. Die russische Führung reagierte mit harscher Kritik auf die Ablehnung und die einheimischen Kommunisten versuchten, verschiedene Massenproteste gegen die Regierung zu organisieren, hatten jedoch keinen Erfolg.

### Interventionsversuche
Im April 1920 etablierte die 11. Armee der Roten Arbeiter- und Bauernarmee das sowjetische Regime in Aserbaidschan und der Vorsitzende des Kaukasischen Büros der Russischen Kommunistischen Partei (Bolschewiki), Sergo Ordschonikidse, bat Moskau um Erlaubnis, nach Georgien vorrücken zu dürfen. Obgleich es keine offizielle Zustimmung von Lenin und der sowjetischen Führung gab, versuchten einheimische Bolschewiki am 3. Mai 1920 die Tiflisser Militärschule zu erobern. Sie wurden jedoch von den Kadetten der Schule unter dem Kommando von General Giorgi Kwinitadse zurückgeschlagen. Die georgische Regierung mobilisierte ihre Armee und ernannte Kwinitadse zum Oberkommandierenden. Währenddessen versuchten sowjetische Streitkräfte auf georgisches Staatsgebiet vorzudringen. Offiziell war es die Antwort auf eine angebliche Unterstützung aserbaidschanischer Rebellen gegen die Sowjetmacht in Gäncä. Die Stoßtrupps konnten von Kwinitadse nach Scharmützeln an der Roten Brücke zurückgeworfen werden. Nach wenigen Tagen wurden Friedensgespräche in Moskau aufgenommen.

### Internationale Anerkennung
Im Moskauer Friedensvertrag vom 7. Mai 1920 wurde Georgiens Unabhängigkeit anerkannt. Die georgische Regierung erlaubte den bolschewistischen Organisationen im Gegenzug eine freie Betätigung und garantierte Sowjetrussland, keine ausländischen Truppen auf georgischem Boden zu dulden. Obgleich Georgien eine Mitgliedschaft im Völkerbund zunächst verwehrt wurde, wurde es am 27. Januar 1921 von den Alliierten des Ersten Weltkriegs völkerrechtlich anerkannt.
Das schützte das Land jedoch nicht, nur einen Monat später von Sowjetrussland angegriffen zu werden. Nachdem auch Armenien 1920 von der Roten Armee besetzt worden war, war Georgien nach Norden, Osten und Süden von politisch feindseligen Sowjetrepubliken umgeben. Großbritannien hatte sich aus dem Kaukasus zurückgezogen und Georgien konnte nicht auf auswärtige Hilfe zählen.
Nach sowjetischen Angaben verschlechterten sich die Beziehungen mit Georgien nach angeblichen Verletzungen des Friedensvertrags, erneuten Inhaftierungen georgischer Bolschewiki, der Behinderung von Konvois der Roten Armee auf dem Weg nach Armenien und dem starken Verdacht, dass Georgien bewaffneten Rebellen im nördlichen Kaukasus helfen würde. Umgekehrt warf die Regierung in Tiflis Moskau die Organisation von Ausschreitungen in Georgien und die Provokation von Grenzzwischenfällen in der mit Armenien umstrittenen Region Zaqatala vor. Die neutrale Zone Lori war ebenfalls ein Zankapfel, nachdem Sowjetarmenien gefordert hatte, Georgien solle seine Truppen aus dem Gebiet abziehen, die dort nach dem Fall der armenischen Republik stationiert worden waren.

### Besatzung durch die Rote Armee
Der Frieden zwischen Russland und Georgien, der zunächst von Lenin stark unterstützt worden war, endete am 11. Februar 1921, als armenische und georgische Bolschewiki einen Aufstand in Lori initiierten. Die in Armenien stationierte 11. Armee der Roten Arbeiter- und Bauernarmee überschritt am 16. Februar 1921 die Grenze. Der verzweifelte Widerstand der schlecht organisierten georgischen Volksgarde wurde am 25. Februar bei Tiflis aufgerieben. Bei der Verteidigung der Hauptstadt fielen über 300 Kadetten der Tiflisser Militärschule. Die georgischen Bolschewiki proklamierten die Georgische Sozialistische Sowjetrepublik.
Die DRG-Regierung floh zunächst nach Kutaissi, nach dem Angriff der 9. Armee der Roten Arbeiter- und Bauernarmee von Westen nach Batumi. Am 18. März verließ sie mit dem französischen Panzerkreuzer Ernest Renan Georgien. Die Nationalversammlung war einen Tag zuvor ein letztes Mal zusammengetreten und hatte beschlossen, dass die Regierung nach Frankreich ins Exil gehen sollte.

## Politik

### Rechtssystem

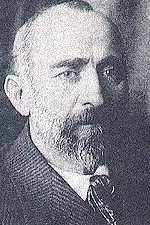
Nikolos Tschcheidse, Präsident der Nationalversammlung

Die Unabhängigkeitserklärung vom 26. Mai 1918 unterstrich die Grundzüge der künftigen Demokratie. Darin garantiert die Demokratische Republik Georgien jedem Bürger in ihren Grenzen gleiche politische Rechte, unabhängig von ihrer Nationalität, Glauben, sozialem Rang oder Geschlecht. Am gleichen Tag setzte die Nationalversammlung eine Regierung unter Führung von Noe Ramischwili ein. Im Oktober 1918 wurde die Nationalversammlung zum Parlament umbenannt und bereitete Neuwahlen zum 14. Februar 1919 vor.
Während seiner zweijährigen Tätigkeit von 1919 bis 1921 verabschiedete das neugewählte Parlament 126 Gesetze. Dazu gehörten das Gesetz über die Staatsbürgerschaft, Regionalwahlen, die Landesverteidigung, die Amtssprache, das Agrarsystem, das Rechtssystem, politische und verwaltungsmäßige Regelungen für ethnische Minderheiten (einschließlich eines Gesetzes über den Volksrat Abchasiens), öffentliche Bildung sowie verschiedene Gesetze und Regelungen zur Finanzpolitik, der Georgischen Eisenbahn, Handel und einheimische Produktion. Am 21. Februar 1921 verabschiedete das Parlament die Verfassung der Demokratischen Republik Georgien. Es war das erste moderne Grundgesetz in der georgischen Geschichte.
Der Premierminister war das höchste Amt der Exekutive. Sein Inhaber wurde vom Parlament auf ein Jahr gewählt. Die Amtstätigkeit konnte nur um jeweils ein Jahr verlängert werden. Der Premier ernannte die Minister und war dafür verantwortlich, das Land zu regieren und Georgien gegenüber dem Ausland zu vertreten.
Die Regierungsakten der Demokratischen Republik Georgien lagerten seit 1974 in der Harvard University in Cambridge, Massachusetts. 1997 wurden sie dem Staatsarchiv in Tiflis übergeben.

### Geopolitik
Die Grenzen Georgiens entstanden zwischen 1918 und 1921 aus Grenzkonflikten mit seinen Nachbarstaaten und den darauf folgenden Verträgen und Abkommen.
Im Norden grenzte Georgien an verschiedene Gemeinwesen (später: Bergrepublik), die im russischen Bürgerkrieg entstanden waren, bis die Bolschewiki ihre Macht im Frühjahr 1920 endgültig etablierten. Die Grenze zwischen Sowjetrussland und Georgien wurde vom Moskauer Friedensvertrag vom 7. Mai 1920 geregelt. Im Sotschi-Konflikt mit der russischen Weißen Armee geriet der Bezirk Sotschi zeitweise unter georgische Kontrolle.
Im Südwesten veränderte sich die Grenze mit der Türkei im Verlauf des Ersten Weltkriegs und wurde nach der Niederlage des Osmanischen Reichs erneut modifiziert. Georgien erlangte die Kontrolle über Artvin, Ardahan, Teile der Provinz Batumi, Achaltsiche und Achalkalaki. Batumi wurde vollständig der DRG einverleibt, nachdem sich Großbritannien 1920 aus dem Gebiet zurückzog.
Die Grenzkonflikte mit Armenien über einen Teil des Bezirks Bortschalo führten im Dezember 1918 zu einem kurzen Krieg zwischen den beiden Ländern. Die nach der britischen Intervention geschaffene neutrale Zone Lori wurde von Georgien nach dem Zerfall der armenischen Republik Ende 1920 zurückerobert.
Im Südosten grenzte Georgien an Aserbaidschan, das die Kontrolle über den Bezirk Zaqatala beanspruchte. Die Auseinandersetzung führte jedoch nie zu Kampfhandlungen und die Beziehungen waren bis zur Sowjetisierung Aserbaidschans im Allgemeinen friedlich. Sowohl die Konzepte der DRG-Regierung als auch die georgische Verfassung von 1921 gewährten Zaqatala wie Abchasien und Adscharien eine gewisse Autonomie.
Nach der sowjetischen Besatzung der Demokratischen Republik Georgien kam es zu grundlegenden territorialen Veränderungen, durch die Georgien fast ein Drittel seines Staatsgebiets verlor. Artwin, Ardahan und Teile der Provinz Batumi wurden an die Türkei abgetreten, Armenien bekam das Gebiet um Lori. Aserbaidschan erhielt den Bezirk Zaqatala. Ein Teil der georgischen Grenzgebiete im Großen Kaukasus wurde Russland einverleibt.

### Exilregierung
Die DRG-Regierung siedelte sich nach der Annexion der Demokratischen Republik Georgien durch Sowjetrussland zunächst in Frankreichs Hauptstadt Paris an, wo sie bis 1933 eine offizielle Botschaft, danach das sogenannte Georgische Büro betrieb. 1922 nahm sie ihren Sitz in Leuville-sur-Orge, 25 Kilometer von der französischen Hauptstadt entfernt. Frankreich erkannte die Exilregierung bis 1974 als offizielle Regierung Georgiens an.
Die Exilregierung unterstützte georgische Guerillaeinheiten beim Widerstand gegen die Besatzung. Im August-Aufstand 1924 versuchten sie die Macht der Demokratischen Republik zurückzuerobern. Doch der Versuch scheiterte. Tausende georgischer Regimegegner wurden in den folgenden Wochen ermordet. Einigen gelang es, ins Ausland zu fliehen.

## Militär
Die Volksgarde war die offizielle Armee des Landes. Sie wurde am 5. September 1917 zunächst als „Arbeitergarde“ gegründet, wurde dann in „Rote Garde“ umbenannt und erhielt schließlich ihren endgültigen Namen. Ihre Organisation war stark politisiert und unterstand unmittelbar der Kontrolle des georgischen Parlaments. Das Verteidigungsministerium hatte nur eingeschränkte Befehlsgewalt. Kommandeur der Garde von 1917 bis 1921 war der Menschewist Valiko Jugheli.
Die Demokratische Republik Georgien bildete auch eine reguläre Armee. Nur ein Teil von ihr stand zu Friedenszeiten unter Waffen. Die Mehrheit der Soldaten genoss Fronturlaub und wartete auf Befehle. Im Falle einer Bedrohung der Republik wären sie vom Generalstab zu den Waffen gerufen worden. Obgleich Georgien über knapp 200.000 Veteranen des Ersten Weltkriegs verfügte, darunter viele ausgebildete Generäle und Offiziere, gelang es der Regierung nicht, ein effektives Verteidigungssystem aufzubauen. 1921 trug das zum Fall der ersten Republik bei.

## Bildung, Wissenschaft und Kultur
Das wichtigste kulturelle Ereignis in der Demokratischen Republik Georgien war die Gründung der Staatlichen Universität Tiflis 1918. Damit ging ein lang gehegter Wunsch der georgischen Intelligenz in Erfüllung, die sich vom zaristischen Regime seit Jahrzehnten zurückgesetzt fühlte. Einen Zugang zu höherer Bildung vermittelten neben der Universität auch Gymnasien in Tiflis, Batumi, Kutaissi, Osurgeti, Poti und Gori, die Militärschule in Tiflis, das Pädagogische Seminar in Gori und das Pädagogische Seminar für Frauen. Zudem gab es verschiedene Schulen für ethnische Minderheiten.
Die neuen Freiheiten der ersten Republik gaben dem literarischen Zirkel Blaue Hörner starken Auftrieb, der sich zunächst dem Symbolismus, dann dem Dadaismus verpflichtet fühlte und durch radikale literarische Experimente von sich Reden machte. Das Nationale Museum Georgiens, Theater in Tiflis und Kutaissi, das Nationale Opernhaus Tiflis und die Nationale Kunstakademie waren ebenfalls kulturelle Vorreiter.
Einflussreiche Zeitungen waren Sakartvelos Respublika (dt. Die Georgische Republik), Sakartvelo (Georgien), Ertoba (Einheit), Samshoblo (Vaterland), Sakhalkho Sakme (Öffentliche Angelegenheiten). Auf Englisch erschienen The Georgian Messenger und The Georgian Mail, auf Deutsch die Kaukasische Zeitung.

## Wirtschaft
Rückgrat der Wirtschaft der Demokratischen Republik Georgien war die Landwirtschaft. Georgien war ein typisches Agrarland mit einer Jahrhunderte zurückreichenden Weinbautradition. Eine von der georgischen Regierung durchgesetzte Landreform trug zu einer gewissen Stabilität auf diesem Gebiet bei.
Die Manganförderung in Tschiatura hatte große Bedeutung als Rohstoff für die westeuropäische Schwerindustrie. Zu Beginn des 20. Jahrhunderts kamen 70 % des weltweit geförderten Mangans aus Georgien. Zudem war Georgien 1918 bereits seit Jahrzehnten der wichtigste Durchgangskorridor für Erdöl-Transporte vom Kaspischen Meer. Wichtigster Exporthafen war Batumi, wo die Transkaukasische Eisenbahn vom aserbaidschanischen Baku endete.
Die fehlende internationale Anerkennung und die nicht völlig erfolgreiche Politik der Regierung auf wirtschaftlichem Gebiet behinderten die Entwicklung des Landes und Georgien durchlief eine Wirtschaftskrise. In den Jahren 1920 und 1921 gab es jedoch erste Anzeichen einer wirtschaftlichen Erholung.

## Nachwirken
Die Unabhängigkeit Georgiens zwischen 1918 und 1921 war zwar kurzlebig, doch prägte sie nachhaltig die Entwicklung des Nationalgefühls der Georgier. Sie war der wesentliche Grund, weshalb das Land zu einer der aktivsten Kräfte wurde, die auf mehr Unabhängigkeit in der Sowjetunion drängten. Anführer der Nationalbewegung in den späten 1980er Jahren bezogen sich immer wieder auf die Demokratische Republik Georgien als einem Symbol des Sieges über das Russische Reich und zogen Parallelen zur zeitgenössischen Situation.
Als Georgien am 9. April 1991 seine Unabhängigkeit erklärte, stellte es sich in die Rechtsnachfolge der Demokratischen Republik Georgien. Der Oberste Sowjet Georgiens beschloss dazu ein Gesetz über die Wiederherstellung der staatlichen Unabhängigkeit Georgiens. Die staatlichen Symbole der DRG wurden durch das Parlament übernommen und wurden bis 2004 verwendet. Der Gründungstag der DRG, der 26. Mai, ist in Georgien Unabhängigkeitstag und staatlicher Feiertag.
Auch das Selbstverständnis der deutschen Sozialdemokratie gegenüber der KPD wurde von der Geschichte der ersten Republik Georgiens nachhaltig geprägt. Sie galt ihr als Musterbeispiel des Umgangs der Kommunistischen Partei Russlands mit Sozialdemokraten anderer Nationen. Die von Karl Kautsky 1921 verfasste Schrift Georgien: Eine sozialdemokratische Bauernrepublik wertet das Vorgehen der Roten Armee als „Moskauer Bonapartismus“. Bolschewismus sei zu einem „Synonym für ständigen Krieg, Hunger und Armut und auch für die Aufhebung jeglicher Freiheit für Proletarierbewegungen geworden“.